# Kaspar Schollenberger
Kaspar Schollenberger, auch Caspar Schollenberger (* 1673 in Höchstädt an der Donau; † 31. August 1735 in Ulm) war ein deutscher Geistlicher und Komponist in der süddeutschen Musiktradition des Barock.

## Leben
Schollenberger widmete seine Schulzeit in Augsburg der Studia humanitatis sowie dem Gesang in der Benediktiner-Reichsabtei des Klosters Sankt Ulrich und Afra. Durch seine Chorleitung in der Deutschordenskommende Ulm wurde Augustinus Erath, der damalige Abt des Augustiner-Chorherrenstifts St. Michael zu den Wengen in Ulm, auf ihn aufmerksam. Er nahm ihn zunächst als Kammerdiener auf und ermöglichte ihm das Noviziat sowie ab Oktober 1697 ein Studium an der katholischen theologischen Universität in Dillingen an der Donau.
Schollenberger kehrte 1705 nach Ulm ins Wengen-Stift zurück und legte die Priesterweihe ab. Er hatte verschiedene Ämter inne, zunächst als Kanonikus. Er lehrte als Professor Philosophie und Theologie; 1713 wurde er Dekan.
Am 31. August 1735 starb Schollenberger in Ulm.

## Bedeutung
Schollenbergers besondere Begabung lag in der Kirchenmusik, was ihm den Titel Excellens Musices Magister ac Chori Praefectus einbrachte. Von ihm sind mehrere Vertonungen zu Messen, Magnificats und anderen geistlichen Werken erhalten, die teilweise als gedruckte Sammelwerke, aber auch als Handschriften überliefert sind. Seine Kompositionen sind in der süddeutschen Musiktradition des Barock gehalten. In Vokalwerken sah Schollenberger einen Wechsel von Tutti- und Solosätzen vor, wobei er auf eine ariose Stimmführung Wert legte. Oft setzte Schollenberger den Typ einer Devisenarie ein, bei der das Orchester den Beginn der Arie als Devise vorgibt. Es ist ein eher seltenes Beispiel aus dem 18. Jahrhundert, dass bei Choralbearbeitungen der Komponist wie bei Schollenbergers „Antiphonarium Romanum“ durch seine Initialen nachweisbar wurde.
Lange Zeit in Vergessenheit geraten, ist es ein Verdienst des Ulmer Scherer-Ensembles, dass diese Werke wieder der Öffentlichkeit zugänglich gemacht und zur Aufführung gebracht werden.
In der Ulmer Stadtpfarrkirche St. Michael zu den Wengen befindet sich ein Bildnis Schollenbergers im typischen Habit der Augustiner-Chorherren.

## Werke
Vokalwerke
- typischerweise für vier Singstimmen, Streicher und Orgel in ripieno, teilweise weitere Instrumente ad libitum
- Pslamodia ariosa tripartita, 3 Vespern, op. 1, Augsburg 1713/1714
- Thymiama arioso-ecclesiaticum, op. 2, Ulm 1718
- Gaudia et luctus in unum concinnata, 6 Messen (mit 2 Trompeten und Pauke), op. 3, Augsburg 1718
- Offertoria festiva pro toto anno, Augsburg 1718
- Mariale ariosum, Vespern, op. 4, Augsburg 1719
- Tymiamatis arioso-ecclesiastici, Teil 2, op. 5, Ulm 1720
- Tymiamatis arioso-ecclesiastici, Teil 3, op. 6, Ulm 1724
- 4 Messen (in a, d, e, g)
- 2 Vesperae breves de Dominica

Choralbegleitungen
- Antiphonarium Romanum tripartitum complectens Antiphonas de tempore, de Sanctis in particulari et in communi una cum Basso ad organum pro Choro Wengenti Ulmae specialiter elaboratum, a. CSCRWU (Caspar Schollenberger Canonicus Regularis Wengensis Ulmae), Ulm 1719
- Graduale Romanum, Ulm 1719

Schriften
- Controversia Philosophica de Ente negativo, Ulm 1705
- Disputatio de Sacramentis

Weitere Werklisten
- Werkliste des Internationalen Quellenlexikons der Musik (RISM)